# Uwe Bredow
Uwe Bredow (ur. 22 sierpnia 1961 w Lipsku) – niemiecki piłkarz, występujący na pozycji pomocnika.

## Życiorys
W wieku ośmiu lat został juniorem Lokomotive Lipsk. W 1981 roku został wcielony do pierwszej drużyny. 24 października zadebiutował w DDR-Oberlidze w zremisowanym 0:0 spotkaniu z Sachsenring Zwickau. Szybko stał się podstawowym piłkarzem zespołu. W latach 1986–1987 zdobył Puchar NRD, w obu przypadkach występując w finale. W sezonie 1986/1987 dotarł ze swoim klubem do finału Pucharu Zdobywców Pucharów, we wcześniejszych fazach zdobywając bramki z Glentoran F.C. (I runda) i Girondins Bordeaux (półfinał). W finale, w którym Bredow rozegrał pełne 90 minut, Lokomotive przegrało 0:1 z Ajaksem Amsterdam. W DDR-Oberlidze Bredow rozegrał blisko 200 spotkań. Po zjednoczeniu Niemiec pozostał w lipskim klubie, przemianowanym na VfB. Początkowo występował z tym klubem w 2. Bundeslidze, a w 1993 roku awansował do najwyższej klasy rozgrywkowej. W sezonie 1993/1994 rozegrał 18 meczów w Bundeslidze. W 1994 roku zakończył profesjonalną karierę piłkarską. W sezonie 1995/1996 grał także w amatorskim SV Blau-Weiß Günthersdorf.

## Statystyki ligowe
| Sezon     | Klub                      | Liga          | Mecze | Gole |
| --------- | ------------------------- | ------------- | ----- | ---- |
| 1981/1982 | 1. FC Lokomotive Lipsk    | DDR-Oberliga  | 5     | 1    |
| 1982/1983 | 1. FC Lokomotive Lipsk    | DDR-Oberliga  | 16    | 2    |
| 1983/1984 | 1. FC Lokomotive Lipsk    | DDR-Oberliga  | 25    | 1    |
| 1984/1985 | 1. FC Lokomotive Lipsk    | DDR-Oberliga  | 18    | 1    |
| 1985/1986 | 1. FC Lokomotive Lipsk    | DDR-Oberliga  | 24    | 2    |
| 1986/1987 | 1. FC Lokomotive Lipsk    | DDR-Oberliga  | 24    | 1    |
| 1987/1988 | 1. FC Lokomotive Lipsk    | DDR-Oberliga  | 23    | 3    |
| 1988/1989 | 1. FC Lokomotive Lipsk    | DDR-Oberliga  | 25    | 1    |
| 1989/1990 | 1. FC Lokomotive Lipsk    | DDR-Oberliga  | 25    | 0    |
| 1990/1991 | 1. FC Lokomotive Lipsk    | NOFV-Oberliga | 11    | 0    |
| 1991/1992 | VfB Lipsk                 | 2. Bundesliga | 30    | 0    |
| 1992/1993 | VfB Lipsk                 | 2. Bundesliga | 38    | 0    |
| 1993/1994 | VfB Lipsk                 | Bundesliga    | 18    | 1    |
| 1995/1996 | SV Blau-Weiß Günthersdorf | Landesliga    | 20    | 0    |